# Stellmoor
Stellmoor är en arkeologisk fyndplats från senpaleolitikum som gjordes på dåvarande  Meiendorfs område, numera  Ahrensburg vid  Hamburg. Arkeologen Alfred Rust grävde där ut en uttorkad senglacial liten sjö under åren 1934 till 1936. Boplatsen hade två åtskilda kulturlager.
På 6,50 metes djup upptäckte man lämningar av den senpaleolitiska  hamburgerkulturen (cirka 13 000–12 000 f.Kr): Fynden bestod av stenredskap, djurben framför allt av ren och renhorn och två renar nedsänkta med stenar som Alfred Rust tydde som offerfynd.
På fyra meters djup hittades rika fynd från den yngre senpaleolitiska  ahrensburgkulturen (11 000–8 000 f. Kr). Förutom sten, ben och hornredskap hittades träpilar och man  fann  rester av 650 renar. Tolv renar hade offrats. Därutöver fann man ett kultobjekt som bestod av en träpåle som hade en renskalle vilande på pålen.
Stellmoor var en säsongsboplats främst under oktober månad. De många renarna fälldes med pil och båge. Stellmoor har välbevarade pilskaft av tall avsedda för de typiska tångepilspetsarna av flinta. Boplatsen har gett fynd av stenringar som troligen har förankrat teepees (tält av indiantyp) av hudar.

## Datering av pilskaften från Stellmoor
1935-36 hittade Alfred Rust över 100 pilskaft av trä. Pilarna var då och är fortfarande världens äldsta bevis för jakt med pil och båge. Rust beskriver dem i sin bok (1943) men alla fynden försvann vid ett bombanfall 1944. 2013 upptäcktes mindre fragment bland Rusts personliga tillhörigheter. Två fragment daterades för att bekräfta deras anknytning till Stellmoor. Båda hade behandlats med okända kemikalier, troligen i ett försök att konservera träet. Infraröd spektroskopi och biomolekylär analys antyder att dessa ämnen var växtoljor och russin. De borde kunna avlägsnas med lösningsmedel. Detta gav äldre dateringar men fortfarande yngre än förväntade. Utdragning av alfacellulosa gav slutligen dateringar samstämmiga med renbenen och hornen från Stellmoor.